# Liste der Adelsgeschlechter namens Schütz
Dies ist eine Liste von Adelsgeschlechtern und Nobilitierungen mit Namen Schütz oder Schütze, ferner auch Schuetz oder Schützen. Da häufig mehrere Schreibweisen in den Familien historisch vorkommen, ist eine strikte Trennung nur sehr eingeschränkt möglich.

## Familien
- Schütz, aus dem Hause Moßbach, thüringischer Uradel, urkundlich genannt seit 1252[1]; 1764 böhmischer Freiherrnstand und Inkolat für Carl Friedrich Schütz[2]
- Schütz zu Holzhausen, rheinischer Uradel, urkundlich genannt seit 1254; kaiserliche Wappenvereinigung 1731 mit dem der Brendl für Johann Philipp Friedrich Schütz von Holzhausen, Rat der mittelrheinischen Reichsritterschaft, nassauische Anerkennung und Bestätigung des Freiherrnstandes 1862 für den Inhaber des Fideikommiss Holzhausen[3]
- Schütz, aus dem Hause Weißenschirmbach, thüringischer Uradel, urkundlich genannt seit 1308[1]
- Schütz von Orlamünde, altritterliche Burgmannen der Grafen von Orlamünde auf deren Stammburg; stellten mit Heinrich VII. 1393–1403 den Bischof von Merseburg; Nachdem der Zweig Schütz von Wandersleben (Wandersleben) bereits im 17. Jahrhundert abgegangener war, ist das Gesamtgeschlecht 1859 erloschen[4]
- Schütz auch Schütz von Schützki, Nürnberger später Görlitzer Patrizierfamilie; 1404 im Rat Nürnbergs urkundlich genannt; 1486 kaiserlicher Wappenbrief für die Brüder Hans und Urich Schüczen, 15. Februar 1539 Reichsmäßiger Ritterstand für Hieronymus Schütz († 1552), Bürgermeister von Chemnitz[5][6], seine Nachfahren waren im 18. Jh. u. a. Julius Ernst von Schütz und Sohn Friedrich Wilhelm von Schütz auf Rittergut Erdmannsdorf;[7] 1665 böhmischer Freiherrnstand für Ernst Gottfried von Schützen, kaiserlicher Hauptmann; böhmischer Grafenstand 1687 für denselben, Ernst Gottfried Freiherr von Schützen und Leipoltzheimb (Leipoldsheim); die gräfliche Linie ist 1720 erloschen[8]; 1885 preußischer Freiherrnstand mit Namens und Wappenvereinigung mit den erloschenen Freiherren von Leerodt als Schütz von Leerodt für Georg von Schütz auf Leerodt, preußischer Major[9]
- Schütze, mansfeldischer Adel, urkundlich genannt 1452, um 1500 erloschen.[1]
- Schütz vom Eutingerthal, 1470 erwarb der Stammvater, der Horber Schultheiß Michel Schütz († 1503),[10] vom Vogt zu Hornberg, Ludwig von Emershofen, das halbe Dorf Salzstetten, bald darauf, (vor oder in) 1474, auch die Burg Eutingertal;[11] 1481 wurde er mit dem Hof zu Lützenhardt belehnt und erwarb das Dorf Tumlingen, welches er 1483 zusammen mit der dazu gehörenden „Lützenhardter Mühle“ und dem Hof zu Lützenhardt an Georg von Ehingen wieder verkaufte;[12] sein Sohn Sebastian erbaute 1514 das „Salzstetter Schlössle“;[13] 1474 bzw. 1535[14] bzw. 1633 nobilitiert;[15] 1564 geht das Rittergut Eutingertal (Burg und Herrschaftshof) an die Herren von Ow, Sohn und Enkel der Agnes Schütz von Eutingertal; Michels Sohn Michel Schütz von Eutingertal erwarb 1507 die Herrschaft Baisingen, Gallus Schütz von Eutingertal errichtete daraus 1551 ein Familienfideikommiss; 1632: nach dem Tod des Georg von Eutingertal übernahm Reinhard von Ow die überschuldete Herrschaft; 1658: Sigmund Jäcklin von Hohenroldt, Erbe derer Schütz von Eutingertal, verkauft seinen Teil der Herrschaft Baisingen; 1661: Georg Adam Themar von Schadenweiler, Erbe des Gallus Schütz von Eutingertal, verkauft seinen Anteil an der Herrschaft Baisingen[16]
- Schütze, querfurtischer Adel, urkundlich genannt 1497[1]
- Schütz von Pansdorf auch Schütz von Bahnsdorf (Bahnsdorf), schlesisch-meißnischer Adel, urkundlich genannt seit 1541[17][5]
- Schütz auf Pfeilstadt, auch Schütz von Pfeilstatt, aus dem Fürstbistum Basel stammendes Adelsgeschlecht, im 16. Jahrhundert Vorsteher des Domkapitels,[18] 1708 bei der Landtafel der pfalz-sulzbachischen Stände; Immatrikulation bei der Freiherrenklasse der Bayerischen Ritterschaft für Christoph Ludwig Johann Freiherr von Schütz auf Pfeilstadt (1759–1821), bayerischer Kämmerer und Direktor der Bergwerks-Administration
- Schütz, 1656 Reichsadelsstand mit Wappenbesserung; 1809 Immatrikulation bei der Freiherrnklasse der Bayrischen Ritterschaft
- Sinold genannt Schütz bzw. Sinold genannt von Schütz (heutige Namensführung Synold von Schüz), aus Hessen stammendes Geschlecht,[19] dessen Stammvater Hermann Sinolt genannt Schütz ist, urkundlich 1472 bis 1497, hessischer Schultheiß zu Biedenkopf und Deckenbach, wahrscheinlich unehelicher Nachkomme derer Senold von Reinheim (= Sinold von Rosenbach, schon im 13. Jahrhundert urkundlich);[20] 1674 Reichsadelsstand für Johann Helwig Sinolt genannt Schüz (1623–1677), braunschweig-lüneburgischen Kanzler; 1698 Bestätigung des Reichsadelsstandes[21] für dessen Bruder Johann Philipp Sinold genannt von Schütz (1633–1702), Geheimer Rat, sachsen-eisenachischer Vizekanzler und nassau-weilburgischer Präsident. Die Führung der Form Synold von Schüz wurde in Anhalt-Köthen und Preußen nicht beanstandet.[22]
- Schütz von Purschütz nach dem Stammsitz Pürschütz in Böhmen, auch Schütz von Burschig, ein schwäbisches Adelsgeschlecht,[23] mit Georg von Schütz zu Purschütz († 1681) im Mannesstamm erloschen
- Schütz bzw. Schütz von Hohenstein (Schloss Hohenstein), bzw. Schütz-Pflummern, 1699 Reichsadelsstand; 1719 Reichsfreiherrnstand[24]
- Schütz von Modrzytzky, 1702 Adelsstand für Martin Modrzytzky, Amtsverwalter[25]
- Schütz, 1707 Reichsadelsbestätigung; 1709 mecklenburgische Anerkennung jeweils für Hans Albrecht Schütz, mecklenburg-schwerinischer Kammerrat
- Schütz auch Schützen, 1709 böhmischer Ritterstand für die Brüder Carl Philipp Schütz und Ernst Gottlieb Schütz, Gutsbesitzer auf Zobten[26]
- Schütz, Patrizierfamilie aus Memmingen; 1751 Reichsadelsbestätigung mit Wappenbesserung für die Brüder Johannes Schütz. Ratsherr und Matthäus Schütz, bayerischer Rat; 1809 Immatrikulation bei der Adelsklasse der Bayrischen Ritterschaft für des erstgenannten Sohn Paul Sigmund von Schütz, Herr auf Wald, vormaliger Bürgermeister von Memmingen
- Schütze, 1786 preußischer Adelsstand für die Brüder Friedrich Wilhelm Schütze (* 1780) und Friedrich Wilhelm Ludwig Schütze (* 1782), Enkel des Bankiers in Stettin und preußischen Geheimen Kommerzienrates Friedrich Wilhelm Schütze (1717–1794)[27]
- Schütz-Lenzenau, 1790 Adelstand durch Fürst Maximilian von Waldburg-Zeil (1750–1818) für Carl Schütz, Hochstift Konstanzer Hof- und Regegierungsrats Kinder Carl und Maria Crescenzia
- Schütze (in der Literatur oft Schütz), 1790 preußischer Adelsstand für die Brüder Johann Friedrich Schütz (1740–1798), nachmaliger Präsident der Pommerschen Kriegs- und Domänenkammer und George Carl Gotthilf Schütz (1758–1805), nachmaliger Geheimer Oberfinanzrat[28]
- Schütz, 1803 preußischer Adelsstand für Johann George Schütz (1733–1809), Geheimer Oberfinanzrat,[29] dessen Sohn war der Dichter und Essayist Christian Wilhelm von Schütz, genannt Schütz-Lacrimas (1776–1847)
- Schütz, 1806 preußischer Adelsstand für Georg Scuza, Ökonomieinspektor im Posen'schen[30]
- Schütz h. Strzelec, Fryderyk Adolf Schütz h. Strzelec (1782–1854), Architekt, Bauherr und Freimaurer, dessen Vater aus Dresden stammte, wurde 1827 in Kongresspolen im Zuge der Verleihung des Ordens der Heiligen Anna III. Klasse nobilitiert; Sein Sohn Karol (1890–1957) hat den Geschlechtsnamen auf Szyc h. Strzelec polonisiert[31]
- Schütz h. Schütz, die Witwe des Franciszek Krzysztof Wilhelm Schütz (1768–1840), Anna Teresa Schütz, geborene Köhler h. Węgłowiec (1794–1867) und sechs ihrer Kinder haben 1845 in Warschau ihren Adelsstand bewiesen und wurden als Schütz H. Schütz anerkannt[32]
- Schütz zu Holzhausen genannt von Bechtolsheim, Freiherren, 1862 Namens- und Wappenvereinigung mit den vorgenannten Schütz zu Holzhausen; 1885 Immatrikulation bei der Freiherrnklasse der Bayrischen Ritterschaft
- Schütz, 1906 preußischer Adelsstand für die Nachkommen des Johann Friedrich Schütz (1785–1854), preußischer Major, der bereits seit 1815 das Adelsprädikat führte[33]